# ДЦП Хемигал
ДЦП Хемигал је лесковачка фабрика козметике и козметичких производа за негу коже лица, тела и косе. Основана је 12. децембра 1994. године као породична фирма породице Денић.

## Историјат
Њен први власник, Живорад Денић, започео је рад у малом изнајмљеном простору са још двоје запослених. Временом се фабрика ширила, а јуна 2006. године купљена је хала и простор за лабораторије за развој и контролу квалитета, производњу и магацин. Сада фабрика има 115 запослених, а власник је син оснивача Игор Денић.
Године 2018. предузеће је добило Октобарску награду града Лесковца и Повељу Капетан Миша Анастасијевић за нове трендове на тржишту козметике.
Многобројним донацијама показала се као друштвено одговорна компанија, а од 2024. године учествује и у програму дуалног образовања као послодавац за ученике Хемијско-технолошке школе у Лесковцу, образовни профил израђивач хемијских производа.

## Производни програм
- Козметика за бебе Павлогал
- Креме за лице и тело (бадемова, невен, универзална, пантенол, арган крема, крема за негу стопала)
- Transparent Labial Stick
- Гелови за туширање Фитогал
- Ina Bella колекција
- Коњски балсами
- Креме за негу руку
- Шампони за косу Фитогал
- Препарати за обликовање косе
- Антицелулит препарати за обликовање тела
- Препарати за депилацију Фитодепил
- Течни сапуни Фитогал
- Козметика за мушкарце Елиот
- Препарати за сунчање Abbronzare
- Дестилована вода[1]